# Reinas del SUEUM de Morelia
Reinas del SUEUM de Morelia, verkürzt auch als Reinas de Morelia bezeichnet, ist die Frauenfußballmannschaft der Gewerkschaft der Bediensteten der Universität von Michoacán (span. Sindicato Único de Empleados de la Universidad Michoacana bzw. verkürzt SUEUM). 
Ihre Heimspiele absolvieren die Reinas in dem für die Olympischen Spiele von 1968 erbauten Estadio Venustiano Carranza, das rund 22.000 Besuchern Platz bietet. Zwischen 1968 und 1989 diente das Stadion der Männermannschaft der Monarcas Morelia als Heimspielstätte, bis diese das 1989 eröffnete und fast doppelt so große Estadio Morelos bezogen.
Die „Königinnen“ (span. Reinas) von Morelia sind die bislang erfolgreichste Frauenfußballmannschaft Mexikos. Sie gewannen die erstmals in der Saison 2007/08 ausgetragene Liga Mexicana de Fútbol Femenil bereits dreimal (Clausura 2008, Apertura 2008 und Apertura 2009) und wurden in der Apertura 2010 noch einmal Vizemeister. 